# HD48668
HD48668 — хімічно пекулярна зоря спектрального класу
A0 й має видиму зоряну величину в смузі V приблизно  9,2.

## Пекулярний хімічний вміст
Зоряна атмосфера HD48668 має підвищений вміст 
Cr
.